# Евгения Батаклиева
Евгения Атанасова Батаклиева е българска учителка, редакторка и журналистка.

## Биография
Родена е на 25 ноември 1897 г. в Пазарджик. Сестра е на географа професор Иван Батаклиев и на стоматолога доктор Димитър Батаклиев. През 1917 г. завършва гимназия в родния си град. През 1925 г. се дипломира в специалност български език и литература и българска история в Софийския университет. В периода 1925 – 1928 г. е учителка в Чирпан, а след това, до 1953 г., в Пазарджик. От 1937 до 1941 г. организира и ръководи просветното ученическо дружество „Константин Величков“ при Девическата гимназия в града. В същия период е редактор на списание „Полет“ и на „Величков лист“. Сътрудничка е на вестниците „Пъча“, „Подем“, "Юбилеен лист на Пазарджишката гимназия „Константин Величков“. През 1982 г. публикува монографията „Син велик на края ро̀ден“ – посветена на творческото дело на Константин Величков. Умира на 23 февруари 1986 г. в Пазарджик.